# Hugo Cumbo
Hugo Cumbo (ur. 11 maja 1996) – vanuacki judoka, olimpijczyk z Tokio (2020) i Paryża (2024), gdzie zajął siedemnaste miejsce w wadze półśredniej.
Uczestnik mistrzostw świata w 2019. Startował w Pucharze Świata w 2019 i 2024 roku.

## Letnie Igrzyska Olimpijskie 2020
| Konkurencja | Eliminacje                     | Klas. końcowa |
| Konkurencja | Przeciwnik I                   | Miejsce       |
| ----------- | ------------------------------ | ------------- |
| -81 kg      | Sharofiddin Boltaboyev (UZB) P | 17.           |